# Gymnogeophagus lipokarenos
Gymnogeophagus lipokarenos es una especie de pez de agua dulce que integra el género Gymnogeophagus, de la familia de los cíclidos. Habita en aguas templado-cálidas del nordeste del Cono Sur de Sudamérica.

## Taxonomía
Esta especie fue descrita originalmente en el año 2015 por los ictiólogos Luiz Roberto Malabarba, Maria Claudia de Souza Lima Malabarba y Roberto Esser dos Reis.
Pertenece al clado denominado Gymnogeophagus grupo gymnogenys.

## Distribución geográfica
Gymnogeophagus lipokarenos habita en cursos fluviales subtropicales de la alta cuenca del río Uruguay, el cual es parte de la cuenca del Plata, cuyas aguas se vuelcan en el océano Atlántico Sudoccidental por intermedio del Río de la Plata.
Se distribuye en el sur del Brasil, así como en el nordeste de la Argentina, en el sector sudeste de la provincia de Misiones, extremo norte de la región mesopotámica de ese país.